# Forsyth, Illinois
Forsyth là một làng thuộc quận Macon, tiểu bang Illinois, Hoa Kỳ. Năm 2010, dân số của làng này là 3490 người.

## Dân số
Dân số qua các năm:
- Năm 2000: 2434 người.
- Năm 2010: 3490 người.